# باري ماي
باري ماي (1 نوفمبر 1944 - ) (بالإنجليزية: Barry May)‏ هو لاعب كريكت بريطاني. شارك مع منتخب إنجلترا للكريكت.

## وصلات خارجية
- باري ماي على موقع إي آس بي آن كريك إنفو (الإنجليزية)